# 3673 Levy
3673 Levy là một tiểu hành tinh được phát hiện ngày 22 tháng 8 năm 1985 bởi Edward L. G. Bowell và đặt tên theo nhà thiên văn học David H. Levy người Canada.